# ليفربول موسم 2004–05
كان موسم 2004–05 هو الموسم الـ113 لنادي ليفربول لكرة القدم والموسم الثالث والأربعين على التوالي في الدوري الإنجليزي الممتاز. بدأ الموسم في 1 يوليو 2004 وانتهى في 30 يونيو 2005، حيث أقيمت المباريات التنافسية بين شهري أغسطس ومايو. واحتل ليفربول المركز الخامس بفارق 37 نقطة عن تشيلسي الفائز باللقب في النهاية، وسجل 17 فوزًا و7 تعادلات و14 هزيمة. ولم يكن هذا تحسنا مقارنة بموسم الدوري الإنجليزي الممتاز السابق عندما احتلوا المركز الرابع. كان أداء ليفربول أفضل في مسابقات الكأس. وعلى الرغم من خروجهم على يد بيرنلي في الجولة الثالثة من كأس الاتحاد الإنجليزي، إلا أنهم وصلوا إلى نهائي كأس الرابطة، حيث خسروا 3-2 أمام تشيلسي. وعلى الرغم من عدم نجاحهم على المستوى المحلي، نجح ليفربول في دوري أبطال أوروبا. فازوا بالمسابقة للمرة الخامسة، بعد أن هزموا فريق ميلان الإيطالي في المباراة النهائية.
بعد ست سنوات من توليه المسؤولية، تم استبدال جيرارد هولييه كمدير فني بالمدرب رافائيل بينيتيز، الذي قاد فالنسيا للفوز بالدوري الإسباني وكأس الاتحاد الأوروبي في الموسم السابق. واستحوذ ليفربول على ثمانية لاعبين في سوق الانتقالات، من بينهم جبريل سيسيه وتشابي ألونسو ولويس غارسيا. وتم تعزيز صفوف الفريق بضم ماوريسيو بيليغرينو، وفرناندو مورينتس، وسكوت كارسون خلال فترة الانتقالات في يناير/كانون الثاني. ورحل عن الفريق أربعة لاعبين، من بينهم ماركوس بابيل وداني مورفي ومايكل أوين، حيث انتقلوا جميعا في فترة الانتقالات الصيفية. غادر ستيفان هينشوز النادي خلال فترة الانتقالات الشتوية.
مثل النادي اثنان وثلاثون لاعبًا مختلفًا في أربع مسابقات، وكان هناك 17 هدافًا مختلفًا. وكان هدافو ليفربول هم ميلان باروش وستيفن جيرارد وغارسيا برصيد 13 هدفًا لكل منهم. كان المدافع جون أرن ريس هو صاحب أكبر عدد من المشاركات خلال الموسم بواقع 57 مباراة.

## الخلفية

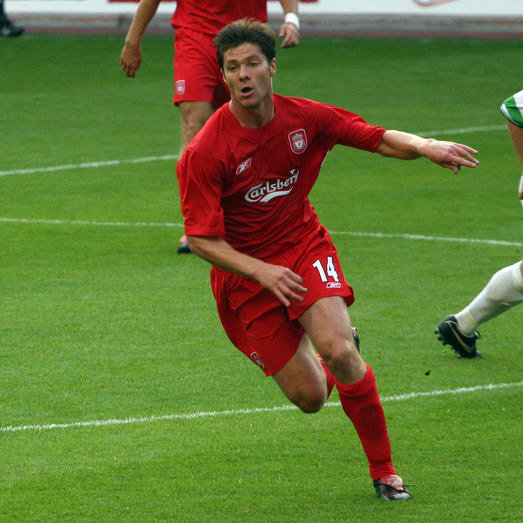
انضم تشابي ألونسو (الصورة في يوليو 2005) إلى النادي قادما من ريال سوسيداد مقابل 10.7 مليون جنيه إسترليني.

لم يحقق ليفربول أي ألقاب في موسم 2003–04. احتل الفريق المركز الرابع في الدوري الإنجليزي الممتاز، مما ضمن له العودة إلى دوري أبطال أوروبا، لكنه أنهى الموسم بفارق 30 نقطة خلف الفائز في النهاية أرسنال. لم يكن أداءهم أفضل كثيرًا في مسابقات الكأس، حيث خرجوا من كأس الاتحاد الإنجليزي في الجولة الخامسة بعد خسارتهم 1–0 أمام بورتسموث في مباراة الإعادة بعد انتهاء المباراة الأصلية بالتعادل 1–1. أدت الهزيمة 3–2 أمام بولتون واندررز إلى خروج ليفربول من كأس الرابطة في الجولة الرابعة. وصل ليفربول إلى نفس الدور من كأس الاتحاد الأوروبي قبل أن يخرج على يد مارسيليا بنتيجة 3–2 في مجموع المباراتين.
وبعد نهاية الموسم، تم تعيين رافاييل بينيتيز بديلا للمدرب جيرارد هولييه بعد ست سنوات في منصبه. كان من المعتقد أن هولييه قد قاد النادي إلى أقصى حد ممكن وأن عهده بلغ ذروته في موسم 2000–01، عندما فاز النادي بكأس الرابطة وكأس الاتحاد الإنجليزي وكأس الاتحاد الأوروبي.  فاز بينيتيز بالدوري الإسباني وكأس الاتحاد الأوروبي مع فالنسيا خلال موسم 2003–04. كان أداء فريق بينيتيز ضد ليفربول خلال دوري أبطال أوروبا 2002–03، عندما فاز فالنسيا بكلتا المباراتين في مرحلة المجموعات، من العوامل المهمة التي أثرت على مجلس إدارة ليفربول لتعيينه كمدير فني.  وتم جلب العديد من اللاعبين الجدد بالإضافة إلى بينيتيز. تم تأمين صفقة المهاجم جبريل سيسيه قبل رحيل هولييه،  بينما كانت أول صفقة لبينيتيز كمدرب هي المدافع خوسيمي من مالقا. كان أنطونيو نونيز، الذي انضم كجزء من انتقال أوين إلى ريال مدريد، وتشابي ألونسو ولويس غارسيا هم الانتقالات المتبقية التي تمت في فترة الانتقالات الصيفية.
كانت أول مباراة لفريق ليفربول في الموسم التحضيري ضد فريق ريكسهام في ملعبهم الرئيسي، ريسكورس جراوند. أحرز أنتوني لوتاليك هدفين ليضمن الفوز بنتيجة 2–1. وكانت بقية مبارياتهم في بطولة Champions World Series التي أقيمت في أمريكا. فاز ليفربول على سلتيك 5–1 في المباراة الأولى، وخسر 1–0 أمام بورتو في المباراة الثانية وفاز على روما 2–1 في المباراة النهائية حيث سجل أوين وسيسي.
غادر العديد من اللاعبين ليفربول خلال الموسم. انضم المدافع ماركوس بابل إلى نادي شتوتغارت في صفقة انتقال مجانية بعد انتهاء عقده. انضم لاعب خط الوسط داني ميرفي إلى تشارلتون أثلتيك مقابل 2.5 مليون جنيه إسترليني. انضم المهاجم مايكل أوين إلى ريال مدريد مقابل 8.5 مليون جنيه إسترليني، بينما انتقل نونيز إلى ليفربول بعد تعثر المحادثات بشأن عقد جديد. صرح بينيتيز بأنه سعيد ببقاء أوين لكن مشاكل العقد جعلت الأمر صعبًا: "كنت سعيدًا جدًا بمايكل وأردت أن يبقى. كانت المشكلة أنه لم يتبق له سوى عام واحد في عقده.
كان أرسنال وتشيلسي يعتبران المرشحين للفوز قبل بداية الموسم، حيث كان آرسنال يتطلع إلى الاحتفاظ بلقبه بعد موسمه الخالي من الهزائم في الدوري الإنجليزي الممتاز 2003–04. كان هناك شعور بأن ليفربول سوف يدفع الفرق الثلاثة الأولى إلى الأمام، حيث صرح مارك لورنسون من بي بي سي سبورت: "أفكاري المباشرة هي أن ليفربول سوف يحتل المركز الرابع، ويسعى إلى اقتحام المراكز الثلاثة الأولى".

### الانتقالات

#### في
| الرقم. | المركز | اللاعب             | من           | الصفقة (جنيه إسترليني) | التاريخ       | م..    |
| ------ | ------ | ------------------ | ------------ | ---------------------- | ------------- | ------ |
| 9      | FW     | جبريل سيسيه        | أوكسير       | 14,500,000             | 1 يوليو 2004  | [ 10 ] |
| 17     | DF     | خوسيه مي           | مالقا        | 2,000,000              | 28 يوليو 2004 | [ 11 ] |
| 18     | MF     | أنطونيو نونيز      | ريال مدريد   | 1,500,000              | 17 أغسطس 2004 | [ 12 ] |
| 14     | MF     | تشابي ألونسو       | ريال سوسيداد | 10,700,000             | 20 أغسطس 2004 | [ 13 ] |
| 10     | MF     | لويس غارسيا        | برشلونة      | 6,000,000              | 20 أغسطس 2004 | [ 14 ] |
| 12     | DF     | ماوريسيو بيليغرينو | فالنسيا      | مجاني                  | 5 يناير 2005  | [ 25 ] |
| 19     | FW     | فرناندو مورينتس    | ريال مدريد   | 6,300,000              | 13 يناير 2005 | [ 26 ] |
| 20     | GK     | سكوت كارسون        | ليدز يونايتد | 1,000,000              | 21 يناير 2005 | [ 27 ] |

#### خارج
| .لرقم | المركز | اللاعب         | إلى             | الصفقة (جنيه إسترليني)    | التاريخ       | م.     |
| ----- | ------ | -------------- | --------------- | ------------------------- | ------------- | ------ |
| 6     | DF     | ماركوس بابل    | شتوتغارت        | مجاني                     | 16 يوليو 2004 | [ 19 ] |
| 13    | MF     | داني ميرفي     | تشارلتون أثلتيك | 2,500,000                 | 10 أغسطس 2004 | [ 20 ] |
| 10    | FW     | مايكل أوين     | ريال مدريد      | 8,000,000 + أنطونيو نونيز | 14 أغسطس 2004 | [ 21 ] |
| 2     | DF     | ستيفان هينتشوز | سلتيك           | مجاني                     | 28 يناير 2005 | [ 28 ] |

#### ملخص النقل
| فترة    | خرج               | دخل               | المجموع الصافية   |
| ------- | ----------------- | ----------------- | ----------------- |
| صيف     | ▼ 34,700,000 جنيه | ▲ 10,250,000 جنيه | ▼ 24,450,000 جنيه |
| شتاء    | ▼ 7,300,000 جنيه  | 0 جنيه            | ▼ 7,300,000 جنيه  |
| المجموع | ▼ 42,000,000 جنيه | ▲ 10,250,000 جنيه | ▼ 31,750,000 جنيه |

### مباريات ما قبل الموسم
| تاريخ المبارة | الفريق المقابل | الملعب | نتيجة | نتيجة المباراة | الهدافين                                           | عدد الحضور |
| ------------- | -------------- | ------ | ----- | -------------- | -------------------------------------------------- | ---------- |
| 21 يوليو 2004 | ريكسهام        | A      | ف     | 2–1            | لوتاليك (2) 24'، 78'                               | 14,978     |
| 27 يوليو 2004 | سلتيك          | N      | ف     | 5–1            | ريسه 5'، أوين 36'، سيسيه (2) 62'، 76'، هينتشوز 69' | 24,271     |
| 31 يوليو 2004 | بورتو          | N      | خ     | 0–1            |                                                    | 40,078     |
| 3 أغسطس 2004  | روما           | N      | ف     | 2–1            | سيسيه 30'، أوين 85'                                | 25,028     |

## العواقب
احتفل نادي ليفربول بفوزه بدوري أبطال أوروبا من خلال مسيرة حول المدينة في حافلة ذات طابقين مفتوحة السقف. وقد قُدِّر عدد الأشخاص الذين حضروا العرض بأكثر من 100 ألف شخص. على الرغم من الفوز في المباراة النهائية، لم يضمن ليفربول مكانًا في دوري أبطال أوروبا 2005–06 حيث أنهى الموسم خارج المراكز الأربعة الأولى المؤهلة في الدوري الإنجليزي الممتاز. في 10 يونيو، قرر الاتحاد الأوروبي لكرة القدم منح ليفربول إعفاء خاص للدفاع عن لقبه، ومع ذلك، سيشاركون في دوري أبطال أوروبا في الجولة التأهيلية الأولى ولن يحصلوا على أي حماية وطنية، مما يعني أنهم قد يواجهون فريقًا إنجليزيًا في أي مرحلة من مراحل المسابقة.
أنهى ليفربول الموسم التالي في المركز الثالث في الدوري الإنجليزي الممتاز، بفارق تسع نقاط عن تشيلسي الفائز باللقب في النهاية. مرت 14 عامًا أخرى حتى فاز ليفربول بكأس أوروبية أخرى عندما فاز بكأس أوروبا للمرة السادسة في نهائي عام 2019 ضد توتنهام.